# Gräberfeld von Osby

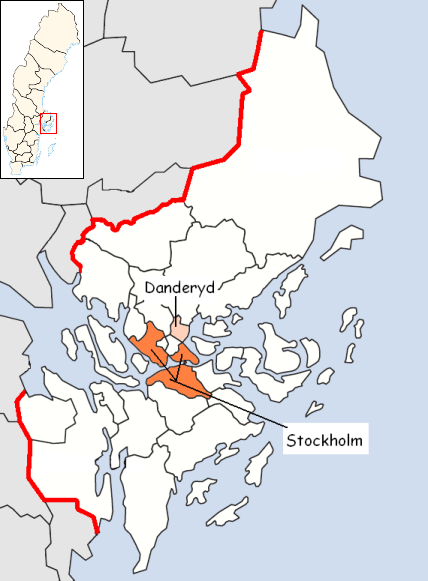
Lage von Danderyd

Das Gräberfeld von Osby (auch Ösby) in Danderyd (Orte namens Osby liegen auch in Schonen und in Dänemark), in Djursholm im Norden von Stockholm in Schweden liegt zu beiden Seiten des Dahlbergsvägen, südlich des Stenbocksvägen, gut sichtbar auf einer Weide. Vermutlich bestand hier in der Vergangenheit eine kontinuierliche Gräberreihe. Ein Dutzend Gräber wurden nach der archäologischen Untersuchung von 1964 entfernt. Erhalten sind eine quadratische und etwa zwei Dutzend runde Steinsetzungen.
Die Ausgrabung umfasste fast 500 Quadratmeter. Alle Funde, vornehmlich Holzkohle, Knochen und Tonscherben stammten aus Brandgräbern der späten Eisenzeit. Darüber hinaus fanden sich verziertes Glas und Glasflusspuren, Knochenfragmente, Fragmente eines Thorhammers und ein verkohlter, aber gut erhaltener kleiner Brotlaib.
In einigen Gräbern wurden die Reste der Fundamente eines 20–25 m langen und etwa 9 m breiten Hauses gefunden. Im Inneren des Hauses fanden sich zahlreiche Pfostenlöcher, allerdings fehlte eine Feuerstelle. Innerhalb der Fundamente wurden Scherben und Spuren von Metallhandwerk gefunden, ein keilförmiger Bronzeanhänger und ein mutmaßliches Hufeisen. Die markierten Fundamentumrisse sind in der Weide zu erkennen.
In der Nähe liegt das Svalnäsgravfältet.

## Das Boot
Ein außergewöhnlicher Fund aus der Umgebung ist der 1924 in der Nähe des Ösbysjön gefundene Einbaum aus Eichenholz. Es ist etwa drei Meter lang und 70–80 cm breit. Der Boden ist innen flach und außen gerundet. Mittels C14-Analyse wurde das Boot ins 12. Jahrhundert datiert. Es kam in ein Magazin und wurde vergessen. Wiederentdeckt wurde es im Rahmen einer Ausstellung, die 1987 gezeigt wurde.